# Planica
Planica es un valle alpino en el noroeste de Eslovenia, que se extiende al sur de la aldea fronteriza de Rateče, no muy lejos de otra estación de esquí muy conocida, la de Kranjska Gora. Más al sur, el valle se extiende en el valle de Tamar, un destino de excursión popular en el parque nacional del Triglav.
Planica es famoso por el Salto de esquí. La primera colina de saltos de esquí fue construida antes de 1930 en la ladera del monte Ponca. En 1934, Stanko Bloudek construyó una colina más grande, conocida como el "Gigante Bloudek". El primer salto de esquí de más de 100 m se logró aquí en 1936 por el austriaco Sepp Bradl. En ese momento, se trataba de la colina más grande salto en el mundo, a veces llamada "la madre de todas las colinas de salto".